# 남기남
남기남(1942년 4월 17일 ~ 2019년 7월 24일)은 대한민국의 영화 감독이며 전라남도 광주에서 태어났고 서라벌예술대학에서 전문학사 학위 취득하였다.
남기남은 서라벌예술대학을 나온 후 <내 딸아 울지 마라>(1972)로 데뷔했다. 그동안 많은 작품을 빠른 시간 안에 찍어내는 감독으로 유명하였다. 그런 만큼 특별하게 작품성을 인정받은 작품은 없다. 그러나 비공식 기록이긴 하지만 전국에서 1백80만 관객을 모은 <영구와 땡칠이>(1989) 같은 히트작도 있다.그의 작품은 100여편에 이르고 있으며 연도별 작품의 대강은 다음과 같다. <미스터 O>(1977) <불타는 정무문>(1977) <신정무문>(1978) <뒤돌아 보지 마라>(1979) <평양맨발>(1980) <사형삼걸>(1981) <평양 박치기>(1982) <0시의 호텔>(1983) <야망과 도전>(1984) 등이 있고 90년대 작품으로는 대학 캠퍼스를 배경으로 서울로 보낸 딸을 걱정하는 아버지와 딸이 벌이는 해프닝을 주로 그린 <소녀 십팔세> (1993) 등이 있다.
남기남은 90년대 말까지도 <천년환생> (1997)을 내놓는 열의를 보였으나  빠르게 높아지는 관객들의 눈높이와 갈수록 격차가 벌어져 해당 작품(천년환생) 등이 연속 실패하여  한동안 영화 연출 활동을 잠정 중단했고 우여곡절 끝에 <너 없는 나>로 영화 연출 활동을 재개했지만  개봉이 되지 못하기도 했다. 일반 관객과 비평가들에게는 주목이 대상이 된 적이 없지만 그의 영화가 가진 극단적인 엉성함 때문에 오히려 극소수의 지지자들은 있다. 그래서 일각에선 그를 ‘한국의 에드 우드’라고 부르기도 한다

## 배우
1. 서울은 여자를 좋아해 (1987) -

## 감독
1. 동자대소동(2010)
2. 갈갈이 패밀리와 드라큐라 (2003) -
3. 너 없는 나 (2002) -
4. 망치를 든 짱구와 땡칠이 (1998) -
5. 천년환생 (1996) -
6. 헤드폰을 벗어라 (1994) -
7. 소녀18세 (1993) -
8. 씨내리 (1992) -
9. 머저리와 도둑놈 (1992) -
10. 조금만 참아줘요 (1991) -
11. 영구와 황금박쥐 (1991) -
12. 사랑과 눈물 (1991) -
13. 영구와 홍콩 할매귀신 (1991) -
14. 별난 두 영웅 (1990) -
15. 슈퍼맨 일지매 (1990) -
16. 누가 붉은 장미를 꺾었나 (1990) -
17. 영구와 땡칠이 소림사 가다 (1989) -
18. 백치원앙 (1989) -
19. 영구와 땡칠이 (1989) -
20. 태권소년 어니와 마스타 킴 (1989) -
21. 합궁 (1988) -
22. 다섯 사람들 (1987) -
23. 서울은 여자를 좋아해 (1987) -
24. 따귀 일곱대 (1987) -
25. 다섯사람들 (1987) -
26. 밤의 요정 (1986) -
27. 작년에 왔던 각설이 (1985) -
28. 흑룡통첩장 (1985) -
29. 심형래의 탐정큐 (1985) -
30. 흑삼귀 (1985) -
31. 난 이렇게 산다우 (1985) -
32. 야망과 도전 (1984) -
33. 철부지 (1984) -
34. 각설이 품바타령 (1984) -
35. 0시의 호텔 (1983) -
36. 소림대사 (1983) -
37. 추적 (1983) -
38. 여자 대장장이 (1982) -
39. 평양 박치기 (1982) -
40. 금륭 삽십칠계 (1981) -
41. 노상에서 (1981) -
42. 사형삼걸 (1981) -
43. 칠지수 (1981) -
44. 돌아온 쌍용 (1981) -
45. 금강선법 (1981) -
46. 무협검풍 (1980) -
47. 열번 찍어 안 넘어간 사나이 (1980) -
48. 평양맨발 (1980) -
49. 노마비사 (1979) -
50. 뒤돌아 보지 마라 (1979) -
51. 폭풍을 잡은 사나이 (1979) -
52. 호림사대통관 (1978) -
53. 불타는 소림사 (1978) -
54. 정무문 (1978) -
55. 쌍용통첩장 (1978) -
56. 미스터 O (1977) -
57. 돌아온 북범 (1977) -
58. 내딸아 울지마라 (1972) -
59. 내 딸아 울지마라 (1972) -

## 각본
1. 망치를 든 짱구와 땡칠이 (1998) -
2. 씨내리 (1992) -

## 같이 보기
- 대한민국의 텔레비전 드라마